# イタヤガイ目
イタヤガイ目（イタヤガイもく、ドイツ語：Pectinida）は二枚貝綱翼形亜綱の分類群。この貝類はもっぱら海に生息している。最も古いものはシルル紀代から見つかる。

## 特徴
殻はウグイスガイ目(Pteriida)の類からすれば強度に劣る。殻の内側は方解結晶や霰石の微細な構造からなる真珠層があり、外側は単純な結晶柱である。殻内部の構造は一部のグループではなくなっている。前部の閉殻筋は通常小さいか、あるいは減らされている。大部分のものが足糸を持っている。どの種も足が非常に発達している。触毛が外套膜の端に列になって存在する。

## 生態
多くのものが海生であり、足糸で土台に張り付く。たいてい表の殻を上に向けているか砂などの堆積物に横たわっている。

## 分類
- イタヤガイ上科 Pectinoidea
  - イタヤガイ科 Pectinidae
  - Entoliidae
  - ウミギクガイ科 Spondylidae
  - ワタゾコツキヒガイ科 Propeamussiidae
- ナミマガシワ上科 Anomioidea
  - ナミマガシワ科 Anomiidae
  - マドガイ科 Placunidae
- ネズミノテ上科 Plicatuloidea
  - ネズミノテ科 Plicatulidae
- イシガキ上科 Dimyoidea
  - イシガキ科 Dimyidae

以下は絶滅種。
- †Pterinopectinoidea
- †Aviculopetinoidea
- †Pseudomonotoidea
- †Monotoidea
- †Halobioidea